# پورییر (تنسی)
پورییر(به انگلیسی: Puryear) شهری در ایالت تنسی کشور ایالات متحده آمریکا است که جمعیت آن در سرشماری سال ۲۰۱۰ میلادی، ۶۷۱ نفر بوده‌است.